# Warren Haynes
Warren Haynes (* 6. dubna 1960) je americký zpěvák a kytarista. Narodil se ve městě Asheville v Severní Karolíně. Na kytaru začal hrát ve věku dvanácti let. V roce 1980 se stal členem doprovodné skupiny Davida Allana Coea a později doprovázel Dickeyho Bettse. Betts byl dlouholetým členem skupiny The Allman Brothers Band. Ta byla v roce 1989 obnovena a jejím členem se stal také Haynes. V letech 2004 a 2009 vystupoval se skupinou The Dead. V roce 1994 založil kapelu Gov't Mule. Během své kariéry spolupracoval s mnoha dalšími hudebníky, mezi které patří například Johnny Winter a Little Milton. Rovněž vydal několik sólových alb.